# 信濃森上駅
信濃森上駅（しなのもりうええき）は、長野県北安曇郡白馬村大字北城森上にある、東日本旅客鉄道（JR東日本）大糸線の駅である。駅番号は「12」。

## 歴史
- 1932年（昭和7年）11月20日：国鉄大糸南線の神城駅 - 当駅間が開通し、開業[2]。旅客・貨物の取り扱いを開始。
- 1935年（昭和10年）11月29日：当駅 - 中土駅間が開通[2]。
- 1957年（昭和32年）8月15日：中土駅 - 小滝駅間が開通して全線開通し、大糸線と改称[2]。
- 1960年（昭和35年）7月20日：信濃四ツ谷駅（現・白馬駅） - 当駅間が電化。一部を除いて、当駅が松本方面からの電車と糸魚川方面からの気動車との乗換駅となる[3]。
- 1967年（昭和42年）12月20日：当駅 - 南小谷駅間が電化。
- 1971年（昭和46年）1月30日：貨物の取り扱いを廃止[4]。
- 1983年（昭和58年）3月25日：無人駅化[新聞 1][5]。荷物の扱いを廃止[新聞 2]。簡易委託駅となる[6]。
- 1987年（昭和62年）4月1日：国鉄分割民営化により、JR東日本の駅となる[7]。
- 2000年（平成12年）4月6日：簡易委託を再開[要出典]。
- 2006年（平成18年）4月1日：簡易委託を終了[要出典]。
- 2007年（平成19年）11月：駅舎改築[1][8]。
- 2014年（平成26年）
  - 11月22日：長野県神城断層地震により、信濃大町駅 - 糸魚川駅間を23日まで運休[新聞 3]。
  - 12月7日：白馬駅 - 南小谷駅間の運転再開により、営業を再開[新聞 4]。

## 駅構造
単式ホーム1面1線を有する地上駅である。かつては相対式ホーム2面2線を有し、互いのホームは跨線橋で連絡していたが、2023年（令和5年）9月現在は1面1線での運用である。また、それより以前は駅舎と反対側のホームにもう1線あり、2面3線であったが、線路がはがされている。なお、白馬駅が当駅を管理している。

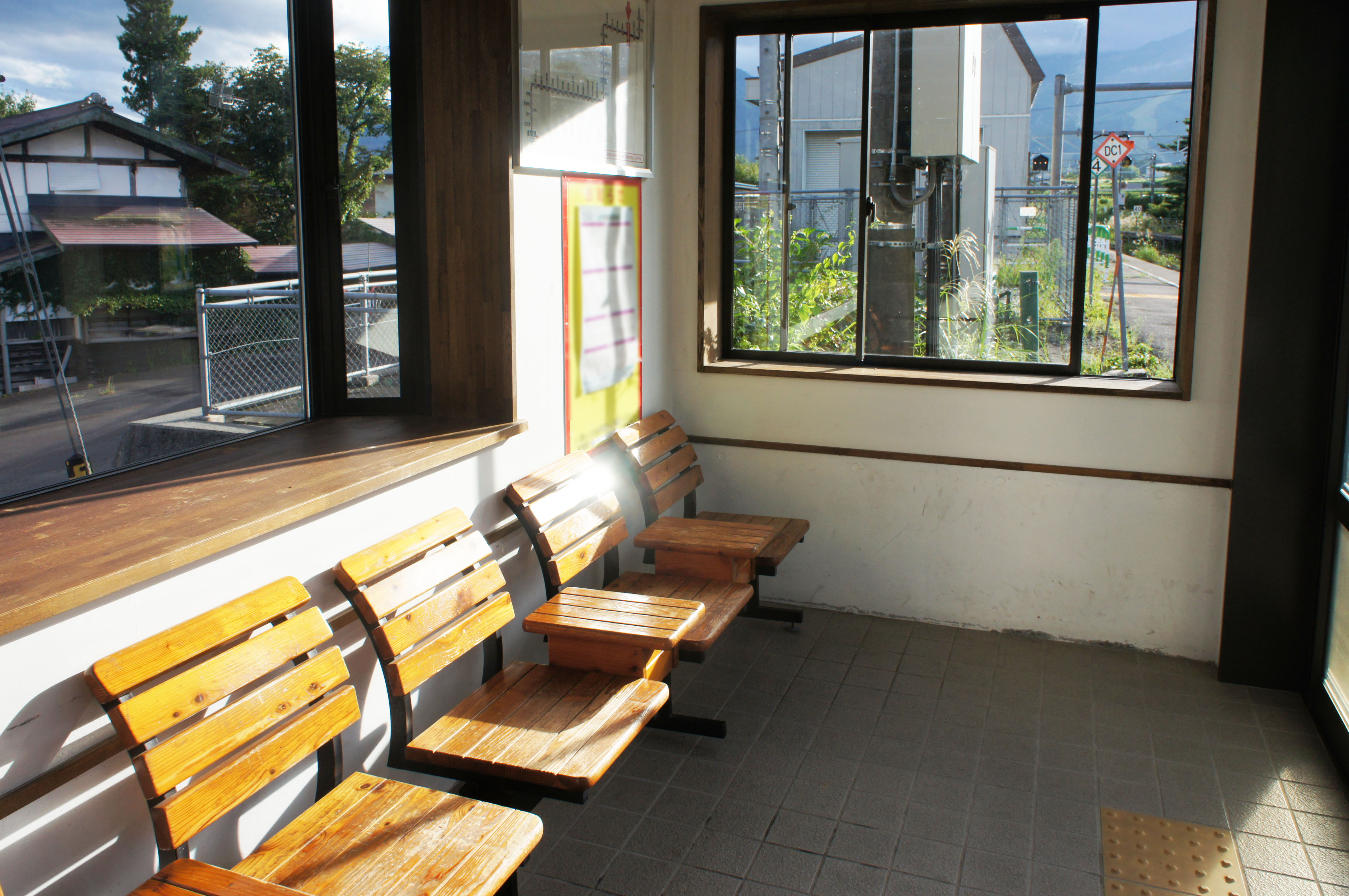
待合室（2021年8月）
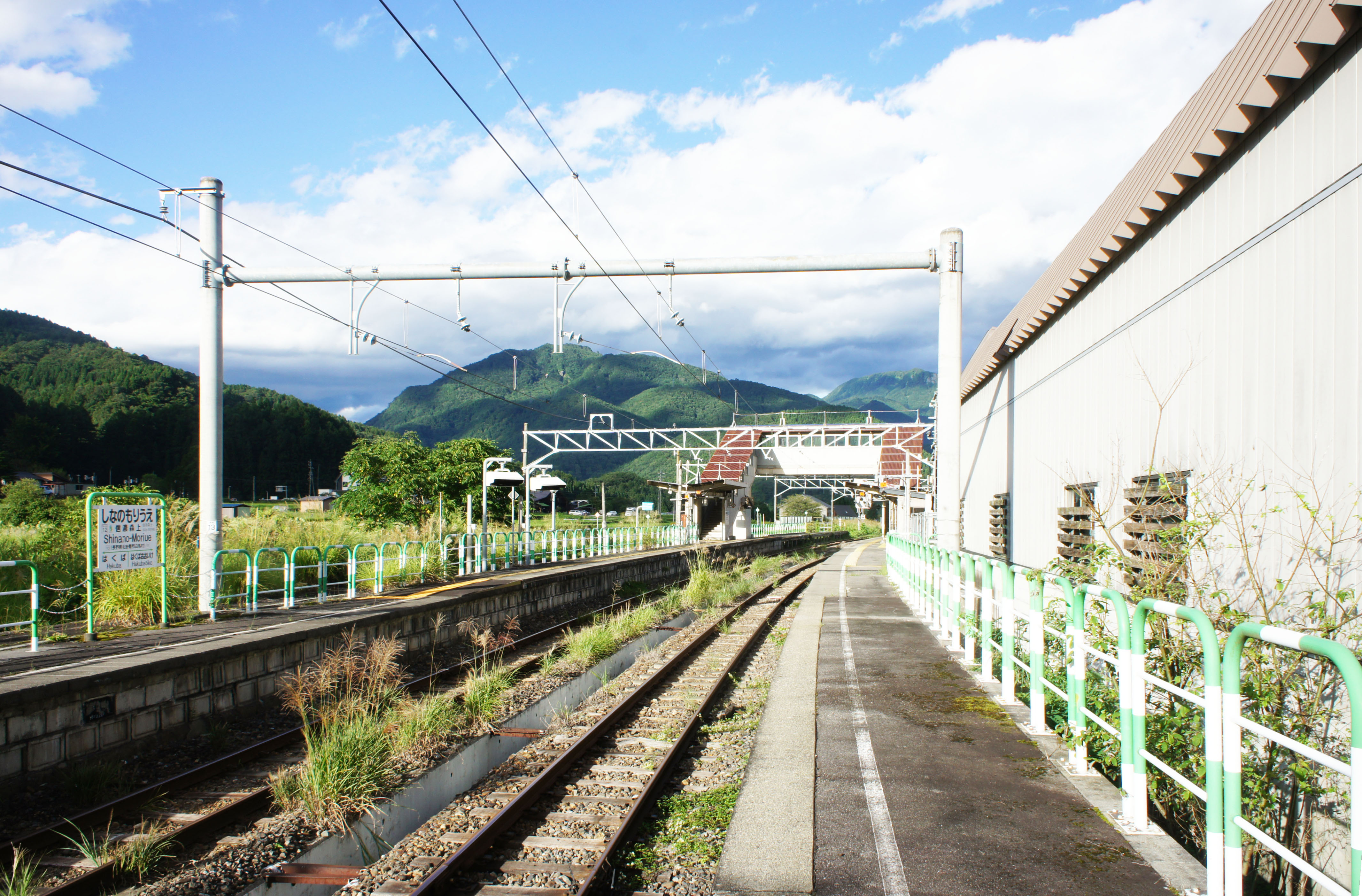
ホーム（2021年8月）

## 利用状況
「長野県統計書」によると、2007年度（平成19年度）、2009年度（平成21年度）- 2011年度（平成23年度）の1日平均乗車人員の推移は以下のとおりであった。
| 乗車人員推移       | 乗車人員推移     | 乗車人員推移 |
| 年度               | 1日平均 乗車人員 | 出典         |
| ------------------ | ---------------- | ------------ |
| 2007年（平成19年） | 31               | [ 1 ]        |
| 2009年（平成21年） | 31               | [ 1 ]        |
| 2010年（平成22年） | 27               | [ 10 ]       |
| 2011年（平成23年） | 25               | [ 11 ]       |

## 駅周辺
住宅やロッジがある。
- 白馬村営運動場 北部グラウンド
- 松川
- 姫川
- 塩島城跡
- 国道148号
- 白馬岩岳スノーフィールド[1]

## バス路線
駅前に路線バスの発着はないが、近くの「岩岳新田」停留所にて、アルピコ交通が運行する路線バスが発着する。
- 栂池線：白馬駅／白馬コルチナ
- 特急「長野白馬線」：長野駅東口／白馬コルチナ

## その他
- 映画「銀色のシーズン」で白馬桃山駅として登場した[要出典]。
- 1990年代中頃までは、定期・臨時の急行「アルプス」の多くが当駅に停車、あるいは始発・終着としていた[1][12]。下りの定期「アルプス」は当駅より普通列車となり、グリーン車もグリーン車自由席扱いで発売された[12]。
- 大阪発着の臨時急行「くろよん」も当駅発着となっていた[8][12]。
- 現在は特急「あずさ」は乗り入れず、普通列車と快速列車のみ停車しているが、かつては「あずさ」が信濃大町駅 - 南小谷駅間で格下げされた快速列車や、臨時の「あずさ」や「しなの」が停車していたこともあった[12][13]。

## 隣の駅
東日本旅客鉄道（JR東日本）
■大糸線
白馬駅 (13) - 信濃森上駅 (12) - 白馬大池駅 (11)

### 報道発表資料
1. 1 2  『大糸線に「駅ナンバー」を導入します』（PDF）（プレスリリース）東日本旅客鉄道長野支社、2016年12月7日。オリジナルの2016年12月8日時点におけるアーカイブ。2016年12月8日閲覧。

### 新聞記事
1. ↑  「「通報」●大糸線島内駅ほか8駅の駅員無配置について（旅客局）」『鉄道公報』日本国有鉄道総裁室文書課、1983年3月24日、2面。
2. ↑  「日本国有鉄道公示第242号」『官報』第16840号1983年3月24日。
3. ↑  “41人けが、全壊34棟 長野北部地震、余震70回に”. 中日新聞 (中日新聞社). (2014年11月24日)
4. ↑  “JR大糸線、全線復旧 15日ぶり、高校生ら歓迎” 信濃毎日新聞 (信濃毎日新聞社). (2014年12月8日)